# Örebro HK 2019/2020
Svenska Hockeyligan 2019/2020 var Örebro HK:s sjunde säsong i SHL sedan laget debuterade i SHL säsongen 2013/2014.

## SHL
I omgång 50, den 9 mars 2019, vilken spelade i Skellefteå mot Skellefteå AIK säkrade Örebro sin SHL-plats för säsongen 2019/2020. Det genom att Mora IK förlorade mot Frölunda HC, samt att Örebro fick en poäng genom förlust på straffar mot Skellefteå AIK. Örebro slutade på tionde plats i tabellen vilket resulterade i åttondelsfinal mot Växjö Lakers HC, vilken Örebro förlorade med 2-0 i matcher. Måndag den 18 mars 2019 tog säsongen slut för Örebro och redan den 20 mars 2019 presenterades de första förändringarna mot säsongen 2019/2020. Det genom att Eero Kilpeläinen, Jere Sallinen, Stefan Stéen, samt bröderna Tylor Spink och Tyson Spink lämnade Örebro. Den 22 mars 2019 blev det meddelades att även Tom Wandell lämnar föreningen, samt att Glenn Gustafsson blev den andra spelaren att förlänga sitt kontrakt inför säsongen 2019/2020. Rodrigo Abols blev den första spelaren som förlängde sitt kontrakt till och med säsongen 2020/2021, vilket meddelades redan den 21 februari 2019. Den 29 mars 2019 meddelade sportchefen Niklas Johansson att Örebro hockey förlängt kontraktet med Niklas Eriksson som huvudtränare för A-laget. Niklas Eriksson tog över rollen som huvudtränare i december 2018, det eter att Niklas Sundblad entledigades från rollen som huvudtränare. Kontraktet med Niklas Eriksson gäller för två säsonger. Samma dag meddelades även att Jörgen Jönsson förlängde sitt kontrakt som assisterande tränare för säsongen 2019/2020. Jörgen Jönsson anslöt som assisterande tränare i december 2018. 
Den 8 april 2019 presenterades två första nyförvärv för säsongen 2019/2020. Forwarden Max Lindholm samt centern Daniel Muzito Bagenda, som båda skrev ett två årskontrakt och där båda kom närmst ifrån AIK. Den 10 april spikades tränartrion för säsongen 2019/2020, då det blev klart att Christer Olsson ansluter på tvåårskontrakt som assisterande tränare i Örebro Hockey. Christer Olsson kom närmst som från Leksands IF. Christer Olsson har tidigare jobbat tillsammans med Niklas Eriksson. Då de båda var tränare för Leksands IF säsongen 2010/2011 och 2011/2012, då de båda fick sparken den 30 november 2011, trots att Leksands IF låg fyra i den allsvenska tabellen. Den 11 april 2019 meddelade sportchefen Niklas Johansson att forwarden Mathias Bromé var klar på ett tvåårskontrakt. Mathias Bromé anslöt närmst ifrån Mora IK, vilka degraderades till Hockeyallsvenskan i samband med förlust i kvalet för spel i SHL säsongen 2019/2020. Den 20 april 2019 meddelade Niklas Johansson att den finländska forwarden Joonas Rask ansluter till säsongen på tvåårskontrakt. Rask kom närmst ifrån HIFK i finländska ligan FM-ligan. Den 23 april 2019 meddelade Örebro Hockey att Jhonas Enroth, Linus Arnesson och Anton Hedman inte kommer finnas i truppen för säsongen 2019/2020. Den 30 april 2019 blev Marcus Weinstock klar för sin tionde raka säsong i Örebro.
Den 2 maj 2019 presenterades den tjeckiska målvakten Dominik Furch som ny målvakt för säsongen. Furch kom närmst från spel i Severstal Cherepovets i KHL. Den 3 maj 2019 meddelade sportchefen Niklas Johansson att Aaron Palushaj valt att utnyttja en kontraktsklausul, vilket möjliggjorde spel i Schweiz. Därmed blev det endast en säsong i Örebro för Palushaj. Den 9 maj 2019 presenterades säsongens spelschema i SHL, där det stod klart att Örebro inleder säsongen lördagen den 14 september borta mot Färjestads BK, samt har sin hemmapremiär den 17 september mot Luleå HF. Den 27 maj 2019 presenterades centern Ludvig Rensfeldt. Rensfedlt som skrev ett tvåårskontrakt, kom senast från Timrå IK. Den 28 maj 2019 meddelade att NHL-laget Florida Panthers skrivit ett tvåårskontrakt med Örebros center Rodrigo Abols. Vilket innebar att Rodrigo Abols lämnade Örebro efter att skrivit ett nytt kontrakt den 21 februari 2019.
Den 3 juni 2019 Örebros sportchef Niklas Johansson att norska målvakten Jonas Arntzen skrivit ett tvåårskontrakt med Örebro. Arntzen kom närmst ifrån Leksands IF. Under sommaren kom Arntzen kom även delta i en träningscamp med St. Louis Blues i USA. Den 4 juni 2019 stod det klart att den finländska forwarden Sakari Salminen ansluter till Örebro på ett kontrakt till och med säsongen 2020/2021. Salminen kommer närmst ifrån finska Ässät, dock var han utlånad till HIFK Hockey stora delar av föregående säsong. Den 7 juni 2019 meddelade att NHL-laget Ottawa Senators skrivit ett ettårskontrakt med Örebros center Nick Ebert. Den 20 juni 2019 hade föreningen årsmöte där Lars Engström valdes till ny ordförande i föreningen Örebro Hockey.
Den 15 juli 2019 meddelades att amerikanska centern Ryan Stoa var klar för Örebro. Stoa skrev på ett kontrakt gällande säsongen 2019/2020 och kom närmst från Traktor Chelyabinsk i KHL. Den 27 juli 2019 meddelades att nordamerikanska forwarden Kerby Rychel var klar för Örebro. Rychel som både har kanadensiskt och amerikanskt medborgarskap skrev på ett kontrakt gällande säsongen 2019/2020 och kom närmst från Stockton Heat i AHL.
Den 1 augusti 2019 meddelades att Kalle Olsson slutar som aktiv spelare. Istället kommer han inför säsongen att ta över som ny huvudtränare för Örebro HK J18. Olsson han med 339 matcher under sju säsonger för Örebro. Den 25 augusti 2019 meddelade sportchefen Niklas Johansson att Kerby Rychel lämnar Örebro Hockey på grund av personliga skäl. Vilket ska berott på att han var för överviktig och dåligt tränad.
Den 4 september 2019 presenterades säsongens lagkaptener, Christopher Mastomäki presenterades som lagkapten och assisterad av Stefan Warg, Marcus Weinstock och Rasmus Rissanen. Den 2 november 2019 spelades den sista omgången innan säsongens första landslagsuppehåll. För Örebros del spelades omgången borta mot Skellefteå, en match som Örebro vann med 2-1. Segern innebar att Örebro för första gången i klubbens historia gick upp i serieledning i SHL.
Den 16 januari 2020 presenterades Robin Kovács som ett nyförvärv från Luleå. Det efter att ett rykte kommit ut redan under hösten 2019 om att Kovács tillsammans med Emil Larsson skulle vara klar för Örebro från kommande säsong. Kontraktet med Kovács gäller till och med säsongen 2022/2023. Den 28 januari 2020 blev Lukas Pilö den första ur den befintliga truppen att förlänga sitt kontrakt, då han skrev ett nytt kontrakt till och med säsongen 2021/2022.
Den 3 februari 2020 blev det klart att backen Gustav Backström har skrivit ett nytt 2-årskontrakt till och med säsongen 2021/2022. Den 12 februari 2020 meddelade Örebro Hockey och backen Kristian Näkyvä att han drabbats av testikelcancer och därmed borta resten av säsongen. I och med bortfallet av Kristian Näkyvä presenterades den finländska backen Robin Salo, som kom närmast från SaiPa i den finska ligan. Kontraktet med Salo gäller till och med säsongen 2020/2021. Den 24 februari 2020 blev det officiellt att assisterande tränare Jörgen Jönsson klar för två nya år, till och med säsongen 2021/2022.
Inför omgång 51 den 10 mars 2020 utsågs Mathias Bromé av Örebros supportrarna till årets MVP. I sista omgången, omgång 52, möte Örebro Brynäs Monitor ERP Arena i Gävle. En match som spelades, precis som alla andra matcher i sista omgången, inför tomma läktare, detta på grund av Coronavirusutbrottet 2019–2021. Matchen vanns av Örebro med 6–1, vilket innebar att Örebro slutade på åttonde plats i serien utan att för första gången på flertal säsonger på något sätt varit indragen i bottenstriden. Örebro blev klart för åttondelsfinal, där man möter Malmö. På grund Coronavirusutbrottet blev slutspelet i SHL framflyttat till den 24 mars, det som  en följd av regeringens beslut kring publika evenemang. Den 14 mars 2020 skickade SHL skickade in en begäran till Svenska Ishockeyförbundet om att ställa in SM-slutspelet 2019/2020. Det som en konsekvens av Coronavirusutbrottet. Den 15 mars 2020 beslutade Svenska Ishockeyförbundets styrelse att följa SHL:s begäran. Därmed kom samtliga lag som säsongen 2019/2020 tillhört SHL, SDHL, Hockeyallsvenskan eller Hockeyettan att även till säsongen 2020/2021 tillhöra samma serie. Den 10 juni 2020 summerades säsongen 2019/2020, genom att VD:n för Örebro Hockey Mikael Johansson presenterade det ekonomiska resultat för den säsongen, vilket visade ett överskott på 800.000 kronor. Vidare hade kunde klubben redovisa att man haft en beläggning i arenan med 97%, vilket var den bäst beläggning i ligan.

## Försäsongsmatcher
- 8 augusti: Officiell ispremiär i Behrn Arena. Internmatch, röda mot vita
- 14 augusti: BIK Karlskoga–Örebro HK: 4–5 (SD) (spelades i Nobelhallen, Karlskoga) [44]
- 16 augusti: Örebro HK–Linköping: 2–0 (spelades i Lindehov, Lindesberg) [45]
- 20 augusti: Örebro HK–Ässät: 3–2 (str) (spelades i Ishallen, Köping) [46]
- 28 augusti: Brynäs IF–Örebro HK: 2–4 (spelades i Fagerlidens ishall, Fagersta) [47]
- 29 augusti: Leksands IF–Örebro HK: 3–1 (spelades i ABB-Hallen, Ludvika) [48]
- 1 september: Södertälje SK–Örebro HK: 2–6 (spelades i Smehallen, Eskilstuna) [49]
- 6 september: Örebro HK–HV71: 4–2 (spelades i Behrn Arena, Örebro)

## Poängtabell för Svenska Hockeyligan 2019/2020
Senast uppdaterad: 12 mars 2020.

  
| Nr | Lag               | S  | V  | ÖV | ÖF | F  | GM  | IM  | MS  | P   |
| -- | ----------------- | -- | -- | -- | -- | -- | --- | --- | --- | --- |
| 1  | Luleå HF          | 52 | 30 | 6  | 4  | 12 | 151 | 98  | +53 | 106 |
| 2  | Färjestad BK      | 52 | 25 | 6  | 5  | 16 | 173 | 146 | +27 | 92  |
| 3  | Rögle BK          | 52 | 25 | 7  | 3  | 17 | 149 | 123 | +26 | 92  |
| 4  | Skellefteå AIK    | 52 | 27 | 4  | 1  | 20 | 149 | 122 | +27 | 90  |
| 5  | HV71              | 52 | 24 | 6  | 5  | 17 | 158 | 130 | +28 | 89  |
| 6  | Djurgårdens IF    | 52 | 24 | 5  | 6  | 17 | 137 | 135 | +2  | 88  |
| 7  | Frölunda HC (RM)  | 52 | 25 | 4  | 2  | 21 | 154 | 126 | +28 | 85  |
| 8  | Örebro HK         | 52 | 26 | 2  | 3  | 21 | 137 | 133 | +4  | 85  |
| 9  | Malmö Redhawks    | 52 | 21 | 4  | 6  | 21 | 131 | 130 | +1  | 77  |
| 10 | Växjö Lakers      | 52 | 20 | 4  | 2  | 26 | 127 | 143 | −16 | 70  |
| 11 | Linköping HC      | 52 | 14 | 6  | 11 | 21 | 118 | 139 | −21 | 65  |
| 12 | Brynäs IF         | 52 | 13 | 8  | 5  | 26 | 132 | 168 | −36 | 60  |
| 13 | Leksands IF (U)   | 52 | 13 | 2  | 6  | 31 | 115 | 168 | −53 | 49  |
| 14 | IK Oskarshamn (U) | 52 | 10 | 3  | 8  | 31 | 110 | 180 | −70 | 44  |

## Resultattabell för Svenska Hockeyligan 2019/2020
Tabell uppdaterad: 15 september 2020.
  
| Hemma \ Borta  | BIF               | DIF          | FHC           | FBK                 | HV71          | IKO           | LIF                 | LHC                | LHF          | MIF                 | RBK           | SAIK          | VLH           | ÖHK           |
| Brynäs IF      | —                 | 4–3 0–1      | 3–1 4–2       | 1–2 4–3 (str)       | 1–4 4–3 (str) | 4–1 3–4 (str) | 3–2 (str) 5–4 (str) | 3–1 2–3 (SD)       | 1–3 5–1      | 2–5 2–3             | 2–1 (SD) 5–2  | 6–4 3–5       | 4–3 (SD) 0–1  | 2–1 1–6       |
| Djurgårdens IF | 6–0 3–2           | —            | 2–3 (SD) 2–1  | 5–6 (str) 5–4 (str) | 2–1 (str) 5–3 | 3–2 (SD) 5–4  | 2–0 5–2             | 4–2 3–2            | 1–3 3–2 (SD) | 4–0 2–0             | 1–5 3–2       | 1–3 3–1       | 3–2 4–1       | 4–2 4–1       |
| Frölunda HC    | 2–5 8–4           | 2–1 3–2 (SD) | —             | 5–2 3–2             | 2–4 3–4 (str) | 4–1 5–1       | 7–1 2–5             | 4–0 1–3            | 4–1 1–0      | 4–1 4–3             | 1–2           | 5–1 1–0       | 6–5 (SD) 4–0  | 4–1 5–3       |
| Färjestad BK   | 2–1 5–2           | 4–1          | 4–1 5–2       | —                   | 3–2 1–2       | 12–0 5–1      | 6–4 4–3             | 3–1 2–4            | 2–3          | 4–3 (SD) 5–1        | 5–3 3–2       | 4–2 0–3       | 4–2 3–4       | 4–6 3–1       |
| HV71           | 3–2 5–6 (SD)      | 4–3 (SD) 7–1 | 3–2 1–2       | 3–4 8–4             | —             | 7–1 5–3       | 2–1 (str) 3–2 (str) | 5–0 1–4            | 0–4 2–1      | 1–4 3–2             | 5–0 3–5       | 1–3 2–3 (str) | 4–1 5–0       | 1–4 3–2       |
| IK Oskarshamn  | 3–2 (SD) 5–4      | 3–2 2–4      | 1–3 5–1       | 3–2 3–4 (SD)        | 2–3 (SD) 1–3  | —             | 4–1 2–3             | 3–2 3–2 (str)      | 2–4 4–2      | 1–5 3–4 (str)       | 1–2           | 2–5 3–4 (SD)  | 1–2 3–5       | 0–2 1–2 (str) |
| Leksands IF    | 5–1 4–2           | 0–4 2–4      | 2–4           | 3–4 1–2 (SD)        | 0–4 5–2       | 4–1 3–0       | —                   | 2–5 3–2 (str)      | 0–5 0–3      | 5–2 2–3             | 3–2 2–5       | 3–2 0–3       | 1–3 4–1       | 3–5 0–1       |
| Linköping HC   | 4–3 (SD) 2–3 (SD) | 4–2 2–3 (SD) | 1–4 1–2 (str) | 3–4 (SD) 1–0        | 5–3 2–4       | 2–3 3–1       | 4–1 2–1             | —                  | 1–3 3–2 (SD) | 1–2 (str) 2–3 (str) | 2–3 5–1       | 5–3 4–3       | 3–2 2–3 (SD)  | 2–5 1–2       |
| Luleå HF       | 4–0 2–1 (str)     | 1–3 3–2 (SD) | 3–2 4–1       | 3–4 4–1             | 3–2 (SD) 6–3  | 3–0 4–3 (SD)  | 4–3 2–0             | 4–1 3–2 (SD)       | —            | 3–0 4–3             | 4–1 3–0       | 2–3 (str) 3–0 | 3–1 5–1       | 4–1 3–2 (SD)  |
| Malmö Redhawks | 0–2 5–0           | 4–0 5–1      | 3–2 0–3       | 3–4 3–1             | 3–4 (str) 1–0 | 3–1 4–1       | 1–4 3–2 (str)       | 0–1 (str) 3–4 (SD) | 4–1 1–3      | —                   | 3–4 1–4       | 0–4 4–1       | 5–3 5–4       | 4–1 2–3 (SD)  |
| Rögle BK       | 4–2 6–4           | 2–1 (SD) 3–1 | 2–1 (SD) 4–3  | 3–4 1–0 (SD)        | 4–0 1–4       | 0–1 5–3       | 5–3 2–3 (str)       | 2–3 (SD) 3–2 (str) | 3–2 (SD) 4–7 | 4–3 (SD) 5–2        | —             | 3–0 4–0       | 1–2 5–1       | 2–3 3–0       |
| Skellefteå AIK | 4–1 1–2           | 4–0 3–0      | 1–6 4–2       | 3–1 5–1             | 0–3 2–1       | 5–4 (SD) 3–5  | 3–2 8–2             | 3–1 3–2            | 2–3 4–1      | 4–3 3–0             | 5–2 4–3       | —             | 1–4 2–3 (str) | 1–2 7–0       |
| Växjö Lakers   | 4–1 3–1           | 3–5 5–0      | 4–2 3–2       | 3–2 (SD) 4–7        | 2–4 5–1       | 3–2 3–1       | 2–4 5–1             | 6–2 2–1            | 3–1 1–3      | 1–4 0–1             | 1–3 0–4       | 1–4 1–2       | —             | 2–0 4–1       |
| Örebro HK      | 6–1 3–6           | 2–5 5–2      | 3–4 5–3       | 5–2 3–4 (SD)        | 1–3 2–4       | 3–2 4–2       | 4–2 4–0             | 2–1 3–0            | 2–1 3–2      | 3–2 0–2             | 2–3 (str) 2–5 | 5–1 2–4       | 4–1 2–1       | —             |

## Laguppställning
Uppdaterad den 21 mars 2020.

| Nr | Nat       | Spelare                   | Pos | S/H | Ålder | Värvad    | Födelseort                        |
| -- | --------- | ------------------------- | --- | --- | ----- | --------- | --------------------------------- |
| 31 | Norge     | Jonas Arntzen             | M   | L   | 27    | 2019/2020 | Lillehammer, Oppland fylke, Norge |
| 38 | Tjeckien  | Dominik Furch             | M   | L   | 34    | 2019/2020 | Prag, Böhmen, Tjeckien            |
| 22 | Sverige   | Jonathan Andersson        | B   | L   | 31    | 2017/2018 | Valdemarsvik, Östergötlands län   |
| 5  | Sverige   | Gustav Backström          | B   | L   | 30    | 2014/2015 | Lindesberg, Örebro län            |
| 57 | Sverige   | Alfred Barklund           | B   | L   | 24    | 2019/2020 | Stockholm, Stockholms län         |
| 24 | Kanada    | Aaron Irving              | B   | R   | 29    | 2019/2020 | Edmonton, Alberta, Kanada         |
| 51 | Finland   | Kristian Näkyvä           | B   | L   | 34    | 2018/2019 | Helsingfors, Nyland, Finland      |
| 16 | Sverige   | Lukas Pilö                | B   | R   | 25    | 2017/2018 | Eskilstuna, Södermanlands län     |
| 2  | Finland   | Rasmus Rissanen (A)       | B   | L   | 33    | 2018/2019 | Kuopio, Norra Savolax, Finland    |
| 42 | Finland   | Robin Salo                | B   | L   | 26    | 2019/2020 | Esbo, Nyland, Finland             |
| 6  | Sverige   | Stefan Warg (A)           | B   | R   | 35    | 2018/2019 | Stockholm, Stockholms län         |
| 39 | Kanada    | Jordan Boucher            | F   | L   | 31    | 2018/2019 | Montréal, Québec, Kanada          |
| 86 | Sverige   | Mathias Bromé             | F   | L   | 30    | 2019/2020 | Stockholm, Stockholms län         |
| 37 | Sverige   | Glenn Gustafsson          | F   | L   | 26    | 2016/2017 | Stockholm, Stockholms län         |
| 10 | USA       | Shane Harper              | F   | R   | 36    | 2018/2019 | Valencia, Kalifornien, USA        |
| 96 | Sverige   | Robin Kovács              | F   | L   | 28    | 2019/2020 | Stockholm, Stockholms län         |
| 53 | Sverige   | Max Lindholm              | F   | L   | 27    | 2019/2020 | Österhaninge, Stockholms län      |
| 17 | Sverige   | Viktor Lodin              | F   | L   | 25    | 2018/2019 | Dalarnas län                      |
| 33 | Sverige   | Christopher Mastomäki (C) | F   | L   | 28    | 2017/2018 | Nacka, Stockholms län             |
| 19 | Sverige   | Daniel Muzito Bagenda     | F   | L   | 28    | 2019/2020 | Umeå, Västerbottens län           |
| 88 | Finland   | Joonas Rask               | F   | R   | 34    | 2019/2020 | Esbo, Nyland, Finland             |
| 29 | Sverige   | Ludvig Rensfeldt          | F   | L   | 33    | 2019/2020 | Gävle, Gävleborgs län             |
| 23 | Finland   | Sakari Salminen           | F   | R   | 36    | 2019/2020 | Björneborg, Satakunta, Finland    |
| 94 | USA       | Ryan Stoa                 | F   | L   | 37    | 2019/2020 | Bloomington, Minnesota, USA       |
| 20 | Sverige   | Marcus Weinstock          | F   | L   | 41    | 2010/2011 | Varberg, Hallands län             |
| 21 | Sverige   | Linus Öberg               | F   | R   | 24    | 2019/2020 | Vänersborg, Västra Götalands län  |

## Transferfönstret 2019/2020
Transferfönstret nedan gäller för perioden 16 maj 2019–15 februari 2020. Uppdaterad 5 september 2019. Eliteprospects.com Team Roster/Transfer Läst 5 september 2019
| In - Max Lindholm (F) från AIK - Daniel Muzito Bagenda (C) från AIK - Christer Olsson (Assisterande tränare) från Leksands IF - Mathias Bromé (F) från Mora IK - Joonas Rask (F) från HIFK Hockey - Dominik Furch (G) från Severstal Tjerepovets - Ludvig Rensfeldt (C) från Timrå IK - Jonas Arntzen (G) från Leksands IF - Sakari Salminen (F) från Ässät/HIFK Hockey - Ryan Stoa (C) från Traktor Chelyabinsk - / Kerby Rychel (F) från Stockton Heat - Robin Kovács (F) från Luleå HF - Robin Salo (D) från SaiPa | Förlängda - Rodrigo Abols (C) till säsongen 2020/2021 - Glenn Gustafsson (F) till säsongen 2020/2021 - Niklas Eriksson (Huvudtränare) till säsongen 2020/2021 - Jörgen Jönsson (Assisterande tränare) till säsongen 2019/2020 - Marcus Weinstock (C) till säsongen 2019/2020 - Lukas Pilö (D) till säsongen 2021/2022 - Gustav Backström (D) till säsongen 2021/2022 - Jörgen Jönsson (Assisterande tränare) till säsongen 2021/2022 | Ut - Eero Kilpeläinen (G) till KalPa - Stefan Stéen (G) till Vasa Sport - Tylor Spink (C) till Ässät - Tyson Spink (F) till Ässät - Jere Sallinen (F) till HIFK Hockey - Jhonas Enroth (G) till HK Dinamo Minsk - Linus Arnesson (D) till Färjestad BK - Anton Hedman (F) till Djurgården Hockey - Aaron Palushaj (F) till HC Davos - Rodrigo Abols (C) till Florida Panthers - Nick Ebert (D) till Ottawa Senators - Patrik Virta (F) till Tappara - Kalle Olsson (F) till Örebro HK J18 - / Kerby Rychel (F) till HK Neftechimik Nizjnekamsk |